# 255e régiment de fusiliers motorisés de la Garde
Pour les articles homonymes, voir 255e régiment.
Le 255e régiment de fusiliers motorisés de la Garde (en russe : 255-й гвардейский мотострелковый полк, abrégé en russe : 255 гв. мсп), de son nom complet le 255e régiment de fusiliers motorisés de la Garde Volgogradsky-Korsouski de l'ordre du Drapeau rouge nommé d'après M. S. Choumilov (en russe : 255-й гвардейский мотострелковый Волгоградско-Корсуньский Краснознамённый полк имени М. С. Шумилова), est une unité de fusiliers motorisés de l'armée de terre russe (n° d'unité 61412).
Le régiment fait partie de la 20e division de fusiliers motorisés de la Garde de la 8e armée combinée de la Garde du district militaire sud, basée dans la ville de Volgograd, dans l'oblast de Volgograd.

## Historique
Ce régiment reprend les traditions de plusieurs unités soviétiques antérieures. L'héritage du régiment remonte à la 38e brigade de fusiliers motorisés, sur la base de la directive du sous-commissariat du peuple à la défense n° org/2/2407 du 25 juin 1942. La 38e brigade est ensuite rebaptisée 7e brigade de fusiliers motorisés de la Garde.
En 1945, la 7e brigade de fusiliers motorisés de la Garde est réorganisée en 7e régiment de fusiliers motorisés de la Garde dans le cadre de la 20e division de chars, héritant des titres honorifiques, des récompenses, de la forme historique et la gloire militaire. Depuis mai 1953, l'unité est réorganisée en 137e régiment mécanisé de la Garde.
En 1957, le 137e régiment est transformé en 255e régiment de fusiliers motorisés de la Garde (unité militaire 61412) dans le cadre de la 20e division de chars du groupement Nord des forces armées soviétiques. Le régiment dispose du titre honorifique Stalingrasko jusqu'au 28 décembre 1961. Le 29 septembre 1964, celui-ci est changé en Volgogradsky. En 1975, l'unité reçoit le nom honorifique « nommé d'après M. S. Choumilov » en l'honneur de ce général de la 64e armée pendant la Seconde Guerre mondiale.
À la demande des vétérans de la « Grande Guerre patriotique » et de la bataille de Stalingrad, le ministère de la Défense de l'URSS signe une directive selon laquelle, le 30 octobre 1982, le personnel de l'administration du régiment (soit 16 personnes), la bannière de bataille, un livre de bataille et d'honneur du régiment, des décorations, etc..., sera déplacés du village de Strachów en Pologne à son point de garnison permanent de Volgograd en Russie. Le régiment (unité militaire 34605) rejoint alors la 82e division de fusiliers motorisés (formée en 1967) du district militaire du Caucase du Nord. La 82e division est transformée en 6654e base de stockage de propriétés en 1990.
Pendant la première guerre de Tchétchénie en 1994-1995, le 255e régiment prend part à l'assaut de Grozny dans le cadre du 8e corps d'armée de la Garde du Groupe nord-est du général Lev Rokhline. Les divisions du régiment, passant par la rue Lermontov, atteignent la ligne de la rue Tchekhov. Puis le groupe d'assaut prit le 31 décembre 1994 le complexe hospitalier Central de la place Ordjonikidze (aujourd'hui renommée place Khrouchtchev). Entre le 1er et le 5 janvier 1995, le régiment participe aux combats de rues,.
Pendant la seconde guerre de Tchétchénie, le régiment participe à l'ultime bataille de Grozny à l'hiver 1999-2000.
Au cours de la réforme des forces armées russes, le 255e régiment est dissous en 2009, et la division, qui comprenait le régiment, est réorganisée en 20e brigade de fusiliers motorisés de la Garde.
En 2021, le 255e régiment est réactivé dans le cadre de la 20e division de fusiliers motorisés de la Garde. L'unité est engagée dans l'invasion de l'Ukraine par la Russie depuis 2022, sous le commandement du colonel Dmitri A. Gouriev.

## Composition en 2022
- Gestion de régiment
- 1er bataillon de fusiliers motorisés
- 2e bataillon de fusiliers motorisés
- 3e bataillon de fusiliers motorisés
- Bataillon de chars
- Bataillon d'artillerie d'obusier automoteur
- Batterie d'artillerie de roquettes
- Batterie de missiles anti-aériens
- Compagnie de reconnaissance
- Compagnie de fusiliers (tireurs d'élite)
- Compagnie du génie sapeur
- Compagnie de contrôle
- Compagnie de réparation
- Compagnie de logistique
- Compagnie médicale
- Peloton de contrôle (chef d'artillerie)
- Peloton NRBC
- Peloton de police militaire
- Fanfare militaire[9]